# Won Woo-young
Won Woo-young (în coreeană 원우녕; n. 3 februarie 1982, Seul, Coreea de Sud) este un scrimer sud-coreean specializat pe sabie.

## Carieră
La Campionatul Mondial din 2006 de la Torino, fiind la a doua participare la Mondiale, a ajuns în semifinală, unde a pierdut cu maghiarul Zsolt Nemcsik și s-a mulțumit de bronzul.
La Campionatul Mondial din 2010 de la Paris a trecut în sferturile de finală de italianul Luigi Tarantino, apoi în semifinală de românul Cosmin Hănceanu. L-a învins în finală pe proaspătul campion mondial, neamțul Nicolas Limbach, devenind primul campion mondial non-european la sabie masculin.
La Jocurile Olimpice din 2012 de la Londra a participat la proba de sabie individual, unde s-a oprit în tabloul de 16, pierzând cu scorul de 11–15 în fața rusului Nikolai Kovaliov. La proba pe echipe, Coreea de Sud în componența Won, Kim Jung-hwan, Gu Bon-gil și Oh Eun-seok, a învins România în finală și a fost laureată cu aur.

## Legături externe
- en Won Woo-young la Olympedia.org
- Won Wooyoung: Epic Sabre Compilation pe YouTube, o compilare de Sydney Sabre Centre